# Бартенево (Смоленская область)
Бартенево — деревня в Холм-Жирковском районе Смоленской области России. Входит в состав Холм-Жирковского городского поселения. По состоянию на 2007 год постоянного населения не имеет. 
Расположена в северной части области в 1 км к западу от Холм-Жирковского, в 38 км севернее автодороги М1 «Беларусь», на берегу реки Репинки. В 13 км юго-западнее деревни расположена железнодорожная станция Игоревская на линии Дурово — Владимирский Тупик. 

## История
В годы Великой Отечественной войны в октябре 1941 года деревня была оккупирована гитлеровскими войсками, освобождена в марте 1943 года. 